# Schlankjunker
Die Schlankjunker (Pseudocoris = falscher Coris) sind eine Lippfischgattung, die im tropischen Indopazifik von der Ostküste Afrikas bis zu den Line Islands im Zentralpazifik und dem Tuamotu-Archipel im Südpazifik vorkommt. Im Roten Meer, bei Hawaii und im östlichen Pazifik fehlt die Gattung. Die deutschsprachige Bezeichnung Schlankjunker nimmt Bezug auf ihre schlanke Erscheinung und ihre Schnelligkeit. Im englischen werden sie als torpedo wrasses bezeichnet.

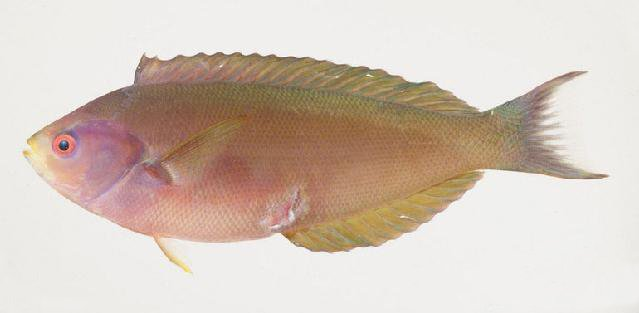
Pseudocoris aurantiofasciata

## Merkmale
Schlankjunkern besitzen einen schlanken, spindelförmigen und mit kleinen Cycloidschuppen bedeckten und seitlich ein wenig abgeflachten Körper. Sie werden 11 bis 20 cm lang. Der Kopf sowie die Basen von Rücken- und Afterflosse sind schuppenlos. Das Maul ist kurz und klein, die Augen sitzen, von der Seite gesehen, mittig am Kopf. Die Lippen sind schmal. In beiden Kiefern befindet sich vorne je ein einzelnes Paar hervorstehender, leicht zurückgebogener und leicht zur Seite gebogener Fangzähne. Das untere Paar sitzt bei geschlossenem Maul zwischen den oberen. Die Kieferseiten sind mit je einer Reihe konischer Zähne besetzt, von denen die größten etwa halb so lang sind wie die Fangzähne. Molariforme Zähne, wie bei Coris, fehlen. Auf den Pharyngealia sind die meisten Zähne konisch, ein paar an den Rändern sitzende schärfer. Die Seitenlinie ist durchgehend und verläuft unterhalb des hinteren Rückenflossenabschnittes nach unten. Die Stachelstrahlen der Rückenflosse sind flexibel, die ersten beiden stehen näher zusammen als die übrigen. Bei Männchen von acht der neun Arten ist der erste Stachelstrahl der Rückenflosse verlängert, der zweite kann ebenfalls länger sein als die übrigen Flossenstrahlen. Die Bauchflossen sind sehr kurz. Die Färbung der Fische ändert sich während des Wachstums und Geschlechtswechsels stark. Die Schwanzflosse ist gerade abgeschnitten oder abgerundet.
- Flossenformel: Dorsale IX/12, Anale III/12–13, Pectorale 12–15, Ventrale I/5, Caudale 1/12/1.
- Schuppenformel: SL 64–81.
- Kiemenrechen 15–23.
- Branchiostegalstrahlen 5.
- Wirbel: 9 + 16.

Die Fische ernähren sich wahrscheinlich alle von Zooplankton. Dies wurde bisher jedoch nur für P. aurantiofasciata, P. heteroptera und P. yamashiroi durch Magenuntersuchungen sicher nachgewiesen. Die untersuchten Mägen enthielten u. a. Appendikularien, Seeigellarven, Flügelschnecken, Kielfüßer, Foraminiferen, Copepoden, Flohkrebse und weitere, nicht zu identifizierende Überreste von Krebstierechen.

## Systematik

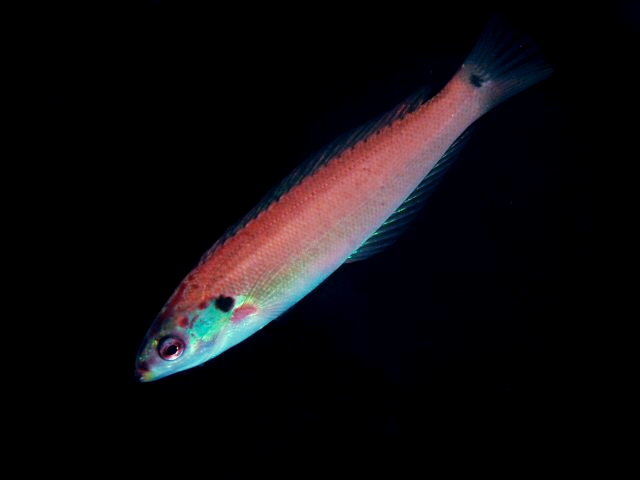
P. bleekeri, Initialphase
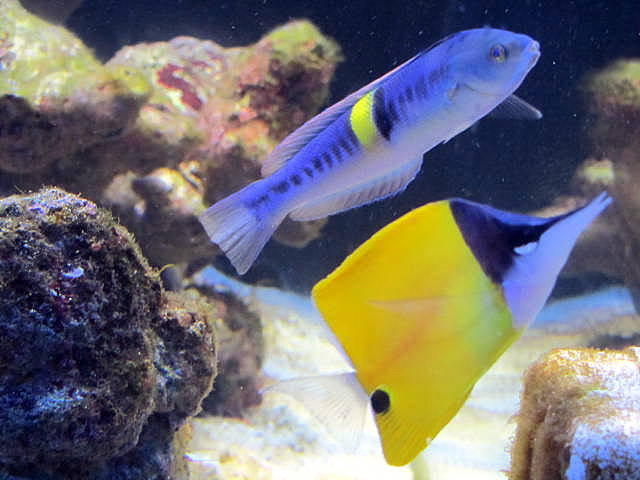
P. bleekeri, Sekundärmännchen, unten ein Gelber Masken-Pinzettfisch
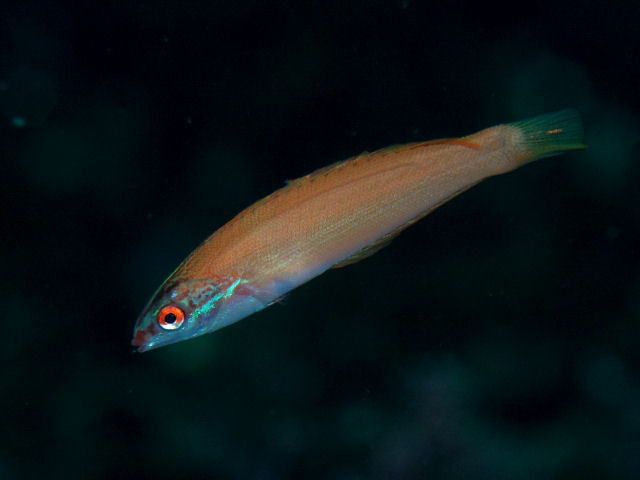
P. yamashiroi, Initialphase
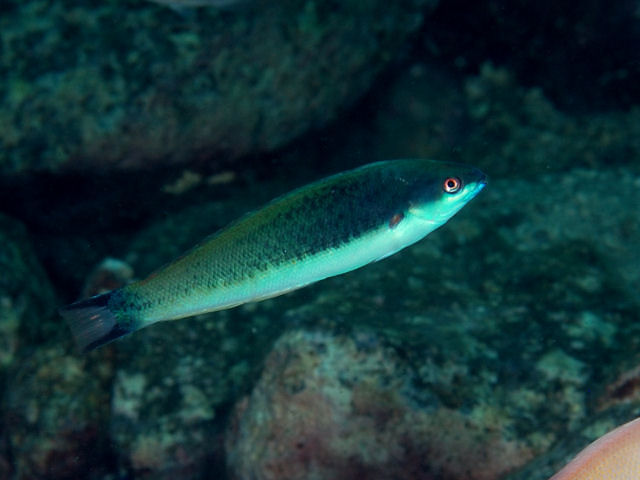
P. yamashiroi, Sekundärmännchen

Die Gattung Pseudocoris wurde 1862 durch den niederländischen Ichthyologen Pieter Bleeker eingeführt. Sie ist nah mit der Gattung Coris verwandt, die sich von bodenbewohnenden, hartschaligen Wirbellosen ernährt, und ging wahrscheinlich aus einem Coris-Ableger hervor, der dazu überging, sich von freischwimmendem Zooplankton zu ernähren.

## Arten
Es gibt insgesamt neun Arten, drei Paare von Schwesterarten, von denen jeweils die eine im Indischen, die andere im Pazifischen Ozean vorkommt, und drei in verschiedenen Regionen des Pazifik endemische Arten:
- Pseudocoris aequalis Randall & Walsh, 2008
- Schwarzer Schlankjunker (Pseudocoris aurantiofasciata Fourmanoir, 1971)
- Bleekers Schlankjunker (Pseudocoris bleekeri (Hubrecht, 1876))
- Pseudocoris hemichrysos Randall, Connell & Victor, 2015
- Schatten-Schlankjunker (Pseudocoris heteroptera (Bleeker, 1857)) (Typusart)
- Pseudocoris occidentalis Randall, Connell & Victor, 2015
- Pseudocoris ocellata Chen & Shao, 1995
- Pseudocoris petila Allen & Erdmann, 2012
- Yamashiros Schlankjunker (Pseudocoris yamashiroi (Schmidt, 1931))